# Amber Gell
Amber S. Gell est une ingénieure et scientifique américaine spécialisée dans les performances humaines dans des environnements extrêmes. Née à Milwaukee, elle est diplômée en ingénierie aérospatiale, en commerce et en physiologie.   
Elle travaille en 2018 pour Lockheed Martin comme chef de programme. Elle est également professeure auxiliaire à l'université d'aéronautique Embry-Riddle de Daytona Beach, en Floride. Elle y enseigne le vol spatial et l'entrainement aux opérations. Ses réalisations dans le domaine des systèmes spatiaux lui ont valu le prix 2010 Early Career Rotary for Space Achievement et le prix 2013 du planétarium Adler pour les femmes en sciences de l'espace.  

## Formation
Elle obtient un bachelor en ingénierie aérospatiale à la Embry–Riddle Aeronautical University de Daytona Beach, puis un master en physiologie et performance humaine à l'université de Houston – Clear Lake. Elle est également titulaire d'un master en ingénierie des systèmes de l'Institut de technologie Stevens, d'une maîtrise en finance et d'une maîtrise en administration des affaires (MBA) de l'université de Houston – Clear Lake.  

## Recherche
Ses recherches portent notamment sur la sélection optimale d'équipages pour les vols spatiaux de longue durée, axées sur le genre, la culture et les personnalités,,,,. Elle a participé au projet de véhicule spatial Orion et à l'exploitation de la station spatiale internationale. 

## Rayonnement technique
Amber Gell présente ses travaux lors de plusieurs conférences professionnelles spécialisées, parfois en tant que conférencière principale,,,,,. Elle dialogue en particulier avec le cosmonaute Anatoly Artsebarsky. Elle fait partie du jury du championnat de robotique du Wisconsin depuis 2008,. 